# بريت كاميرون
بريت كاميرون (بالإنجليزية: Brett Cameron)‏ هو لاعب اتحاد الرغبي نيوزيلندي، ولد في 4 أكتوبر 1996.

## روابط خارجية
- بريت كاميرون عل موقع إسبنسكروم (الإنجليزية)
- بريت كاميرون على موقع ItsRugby.co.uk (الإنجليزية)